# Dylan Frye
Dylan James Frye (Pembroke Pines, 14 de julio de 1997), más conocido como Dylan Frye, es un baloncestista estadounidense que pertenece a la plantilla del Real Betis Baloncesto de la Liga LEB Oro. Con 1,87 metros de estatura, juega en la posición de base.

## Trayectoria deportiva
Frye es un jugador nacido en Pembroke Pines (Florida) y formado en la Mater Academy de Hialeah Gardens hasta 2016, cuando ingresó en la Universidad Estatal de Bowling Green en el estado de Ohio, donde jugaría durante cuatro temporadas la NCAA con los Bowling Green Falcons, desde 2016 a 2020. 
Tras no ser drafteado en 2020, firma por el KK Vrijednosnice Osijek de la A1 Liga croata.
En la temporada 2021-22, firma con el KK Alytaus Dzūkija de la LKL.
En la temporada 2022-23, firma por el CSM Targu Jiu de la Liga Națională rumana, en el que promedió 28 minutos, 12,7 puntos, 3,4 asistencias y 9,3 de valoración en 29 partidos.
El 25 de julio de 2023, el jugador firma por el Real Betis Baloncesto de la Liga LEB Oro.